# 錫奧多西亞 (密蘇里州)
錫奧多西亞（英語：Theodosia）是位於美國密蘇里州歐扎克縣的村。

## 人口
根據2020年美國人口普查的數據，錫奧多西亞的面積為4.08平方千米，當中陸地面積為3.55平方千米，而水域面積為0.53平方千米。當地共有人口188人，而人口密度為每平方千米46人。